# Hacienda pública

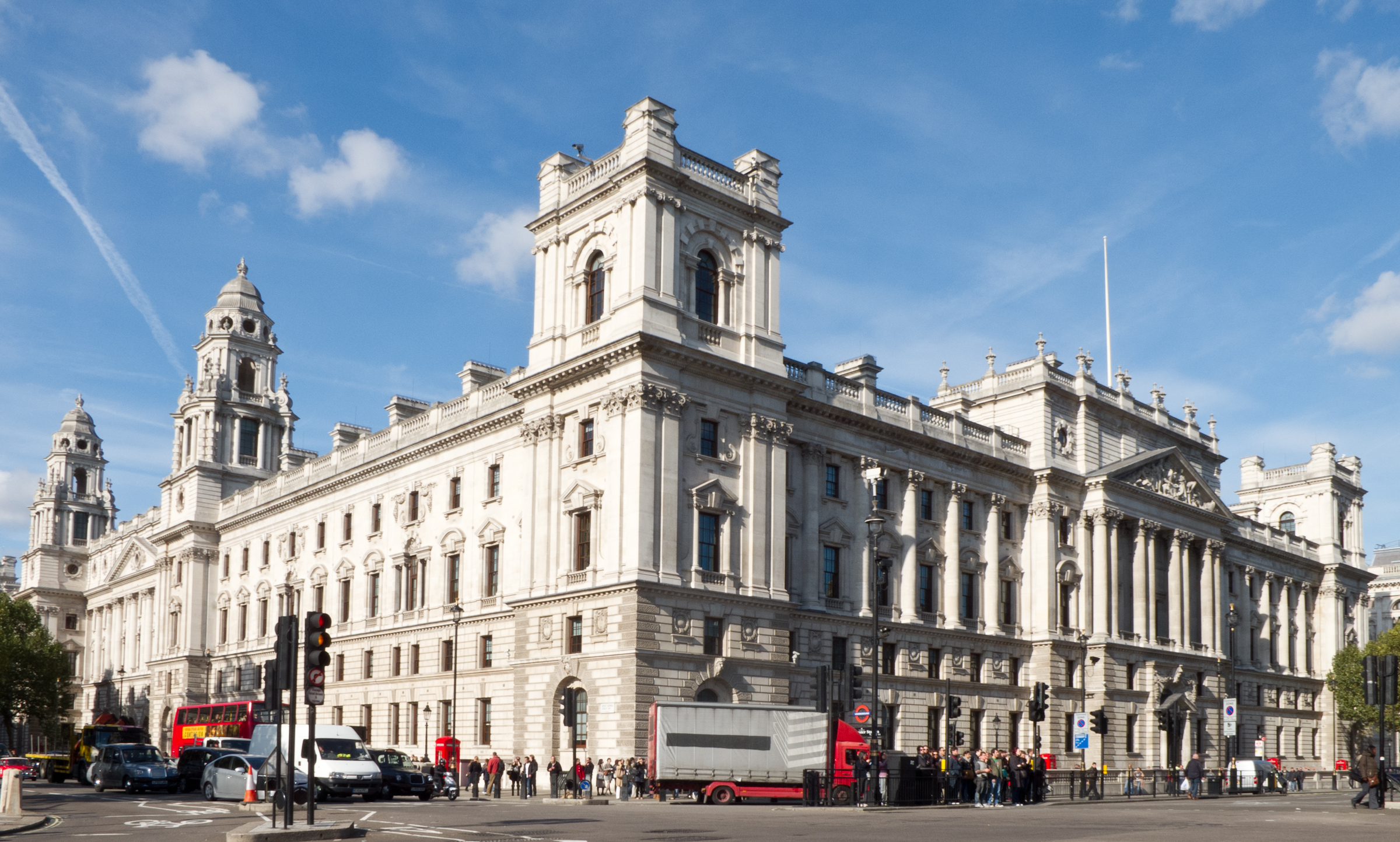
Oficinas de Hacienda, Londres, Inglaterra.

Se puede denominar hacienda pública:
- Economía del sector público: rama del conocimiento económico que tiene por objeto el estudio de la economía del sector público o economía pública, que comprende la intervención que el Estado efectúa en una economía de mercado, fundamentalmente a través de los ingresos y gastos públicos.[1]
- Desde un punto de vista subjetivo es la administración fiscal o fisco: conjunto de órganos de la administración de un Estado encargados de hacer llegar los recursos económicos a las arcas del mismo, así como a los instrumentos con los que dicho Estado gestiona y recauda los tributos, englobando tanto los ingresos como los gastos, lo cual supone tanto la planificación de los tributos y demás ingresos del estado (precios públicos, loterías, sanciones, etc.), como la elaboración de los Presupuestos de Estado para su aprobación por el órgano correspondiente (Congreso, Parlamento u otro). La hacienda pública depende normalmente del Ministerio de Economía y hacienda (aunque esto dependerá de la organización del Gobierno por la que se opte).

## Contenido de la teoría de la hacienda pública
La hacienda pública estudia:

### Los bienes públicos
Los bienes públicos son bienes económicos cuya naturaleza conlleva que son no rivales y no excluyente. Un bien es no rival cuando su uso por una persona en particular no perjudica o impide el uso simultáneo por otros individuos, un ejemplo lo puede constituir una señal de radio que puede ser disfrutada por un consumidor sin que eso afecte al resto de los consumidores y es no excluyente cuando no se puede impedir su disfrute por usuarios potenciales o reales.
- Bien público
- Fallo de mercado
- Externalidad
- Problema del polizón
- Tragedia de los comunes
- Tragedia de los anticomunes

### La elección colectiva
Estudio de la toma de decisiones públicas.
- Teoría de la elección pública
- Teoría de la elección racional
- Votar con los pies
- Paradoja de Arrow

### Gasto público
- Ley de Wagner
- Burocracia
- Análisis de coste-beneficio

### Ingresos públicos:teoría de la imposición
A través de la teoría de los ingresos públicos se estudian las distintas formas de financiación que tiene el Estado para captar los recursos financieros necesarios que exigen las actividades de gasto que demanda la sociedad. 
- Impuesto
- Imposición óptima
- Incidencia fiscal
- Elusión fiscal
- Curva de Laffer
- Presión fiscal
- Copago

### Deuda
- Presupuesto público: donde se recogen ingresos y gastos, así como posibles déficit presupuestarios y formas de financiarlos: déficit presupuestario y deuda pública.
- Política fiscal
- Déficit presupuestario